# Колеаприко (Анкона)
Колеаприко је насеље у Италији у округу Анкона, региону Марке.
Према процени из 2011. у насељу је живело 16 становника. Насеље се налази на надморској висини од 332 м.